# 羅姆 (阿拉巴馬州)
羅姆（英語：Rome）是一個位於美國阿拉巴馬州卡溫頓縣的非建制地區。該地的面積和人口皆未知。

## 地理
羅姆的座標為31°08′31″N 86°40′08″W / 31.14194°N 86.66888°W，而該地最高點為海拔高度96米（即315英尺）。